# 王铭章
王铭章（1893年7月4日—1938年3月14日），字之鐘，川军将领，出生于大清四川省新都县（今中国四川省成都市新都区）。王铭章在中国抗日战争徐州会战中，因誓死保卫滕县而牺牲殉国，为台儿庄大捷奠定了基础，后被国民政府追赠为陆军上将，是中国军方在抗日战争中牺牲的高级将领之一。

## 早期生涯
王铭章1893年7月4日出生于四川省新都县泰兴场（今成都市新都区泰兴街道），父王文煥，母邱氏，世居場鎮，以经营小商业為生，家境窘迫。王铭章年幼时双亲便相继病逝，遗有王铭章兄妹三人，生活拮据。因王铭章从小便机敏过人，其家人惜其才智，便出钱资助，於1898年将王铭章供入泰興場初級小學就读。
1905年，王铭章又以优异成绩考入新都縣立高等小學，并且名列榜首，经由其叔祖父王心田资助，王铭章得以顺利就学。
1909年毕业后，王铭章考入成都四川陆军小学堂第五期，選擇了从军的道路。并师从一代宗师刘客舟、官荣三，与刘伯承、朱德等同为荣州招凤山内丹功宏道学会会友。
1911年秋，四川保路运动兴起，同盟会乘机组织同志军发动武装起义，并随即包围成都，年仅18岁尚未毕业的王铭章加入了同志军，投身革命之中。
1912年辛亥革命成功后，王铭章与四川陆军小学堂第四、第五期的百余名同学，反对四川军政府改组小学堂未果，愤然离校前往南京。
二次革命中，王铭章参与了由上海讨袁军总司令陈英士指挥的进攻江南机器制造总局的战斗。二次革命失败后，王铭章返川，就读于四川陆军军官学校第三期步兵科，并于1914年毕业，分配至川军第二师刘存厚部供职，初任见习排长，后升任排长、連長、營長、團長、師長。

## 抗战與殉國

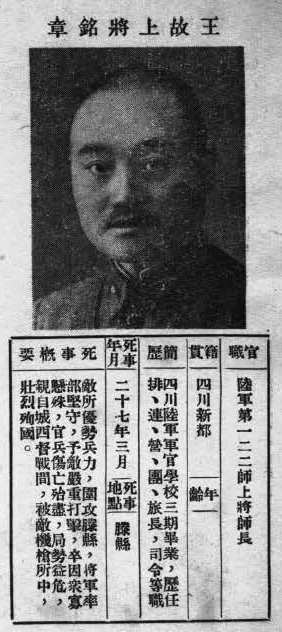
《抗戰軍人忠烈錄》（第一輯）中的王銘章烈士遺像

抗日战争爆发后，川軍響應抗戰出川抗日，活跃在晋东、鲁南一带。

1938年初，第四十一軍第122師長王铭章奉命驻守滕县。3月14日，日军以第10聯隊以3,000人左右的兵力進攻滕縣，當時滕縣守軍除122師的三個團與124師一個旅約7,000人的兵力駐守。王铭章决定將兵力部署在城內與日军進行肉搏爭取時間。在城中心十字街口指挥作战时，不幸中弹殉職。滕县的死守为中国军队完成战略合围争取了宝贵时间，讓台儿庄大捷得以实现。

1938年3月30日，蔣介石為王銘章殉國致電李宗仁，全文如下：
|  | 李司令長官勳鑒；王故師長銘章，力戰殉國，達成任務。緬懷壯烈，悼惜殊深。准給特恤一萬二千元，轉請國府特予褒揚，追贈陸軍上將，由軍委會依上將例給恤，並將生平事績宣付史館，以獎矜惜，而慰忠勇。 中正 |

1938年4月6日，國民政府特令褒揚王銘章，追贈陸軍上將，令曰：
|  | 陸軍第一百二十二師師長王銘章，賦性剛毅，志行忠貞，此次于滕縣之役，苦守要區，逾三晝夜，卒待援軍到達，陣線得以鞏固，不幸殊勳甫建，以率部奮力巷戰，竟爾殉職，緬懷壯烈，悼惜殊深，應予特令褒揚，追贈陸軍上將，交軍事委員會從優議恤，並將生平事績存備宣付史館，用彰忠勳，以資矜式。 此令 |

毛澤東、吳玉章、董必武送了挽聯：“奮戰守孤城視死如歸是革命軍人本色，決心殲強敵以身殉國為中華民族爭光”。朱德、彭德懷、周恩來聯名撰贈挽聯：“一旅守孤城，為民族解放事業犧牲，真是炎黃子孫，流芳青史；萬人興義憤，抗日本帝國主義侵略，將使淪亡大地，復興中華。”
1938年6月15日，成都八萬多人到牛市口迎接亡靈，8月30日將忠骨運至新都安葬。次日在新都舉行數萬人公祭，數架飛機在空中散發宣傳他事蹟的傳單。事後在成都少城公園鑄造了將軍騎馬銅像，表達了四川人民對抗日英雄的崇敬。

## 王銘章後人际遇
王铭章有正侧二妻，大夫人周华裕（后世形象“郑竹梅”），二夫人叶亚华（后世形象“沈虹”），育有多名子女，后共长成三子两女。长女王道纯，长子王道鸿（后世形象“郑冲”），次子王道义，三子王道纲，小女儿王道洁。1949年王道鸿，王道义，王道洁留在大陆，王道纯去往香港，历经诸多磨难。三子王道纲与母亲叶亚华前往台湾生活多年，2005年，年近百岁的叶亚华女士和儿子王道纲（黄埔军校25期）叶落归根，定居四川成都。嫡长子王道鸿在1940年代与原国民革命军第二十四军参谋长陆军少将汪云翔（号紫渊）长女汪慧仙成亲，1948年诞下一子王德明。王道鸿在1950年代下放阿坝州南坪县教书。 1950年代汪慧仙因伤寒不治去世后，幼子王德明孤苦无依，由外婆樊镜容女士（汪云翔遗孀）抚养成人。70年代王道鸿结束下放返回成都，后去世。
1984年9月1日，四川省人民政府追认王铭章为革命烈士；14日，中华人民共和国民政部对其遗属颁发了烈士证书。2009年16日是滕县保卫战71周年，王铭章的子孙以及儿媳一行14人来到大邑县建川博物馆，代表王铭章98岁高龄的遗孀叶亚华向博物馆捐赠了7块从台湾带回来的词匾，其中3块有蒋介石的亲笔题词，分别书写“民族光荣”、“死重泰山”、“烈比睢阳”。
2014年，列入第一批著名抗日英烈和英雄群体名录。